# Palace Hotel (San Francisco)
Il Palace Hotel è un albergo di San Francisco, in California (Stati Uniti d'America) che occupa quasi un intero isolato partendo dall'angolo sud-ovest di Merket e New Montgomery Street, ed è posto nelle immediate vicinanze della Montgomery Street station, al Monadnock Building e la Lotta's Fountain.

## Storia
L'originario Palace Hotel venne costruito nel 1875, ma fu distrutto durante il terremoto di San Francisco del 1906, che rase al suolo gran parte degli edifici della città. Il 19 dicembre 1909 venne inaugurato l'odierno edificio, che occupa la stessa area della struttura precedente. Dal 1989 al 1991, l'edificio venne sottoposto a una ristrutturazione e ad un retrofit antisismico. Oggi il Palace Hotel è inserito nell'elenco degli Historic Hotels of America del National Trust for Historic Preservation.